# Lindemarken
Lindemarken är en vardaglig förkortning för den marknad som hålls i centrala Lindesberg i september. Marknadens egentlig dag är fredagen då många ser till att få några timmar ledigt för att trängas bland stånden på den ganska smala Kungsgatan och tvärgatorna. Under lördagen har så gott som alla knallarna packat ihop, men tivoliplatsen håller öppet. Den forna parkeringsplatsen för Lindeskolans gymnasium kallas just "Tivoliplatsen" trots att det inte är ett fastlagt namn. Lindemarken är en av Sveriges äldsta marknader. Den besöktes 1241 av Birger Jarl då han red runt och inspekterade sitt rike. 